# لیسراس
لیسراس (به اسپانیایی: Liceras) یکی از دهستان های اسپانیا است که در استان سریا واقع شده‌است.

## خصوصیات
لیسراس ۲۴ کیلومترمربع مساحت و ۶۱ نفر جمعیت دارد.